# Bilecik
Bilecik è una città della Turchia, capoluogo della provincia omonima.